# Peltodoris nobilis
Anisodoris nobilis
Espèce
Peltodoris nobilis est une espèce de nudibranches présente sur les côtes ouest de l'Amérique du Nord, de l'Alaska au Mexique.

## Synonymes
- Montereina nobilis MacFarland, 1905
- Anisodoris nobilis (MacFarland, 1905)
- Diaulula nobilis (MacFarland, 1905)

## Description
Sa couleur est variable, du jaune pâle à l'orange foncé.

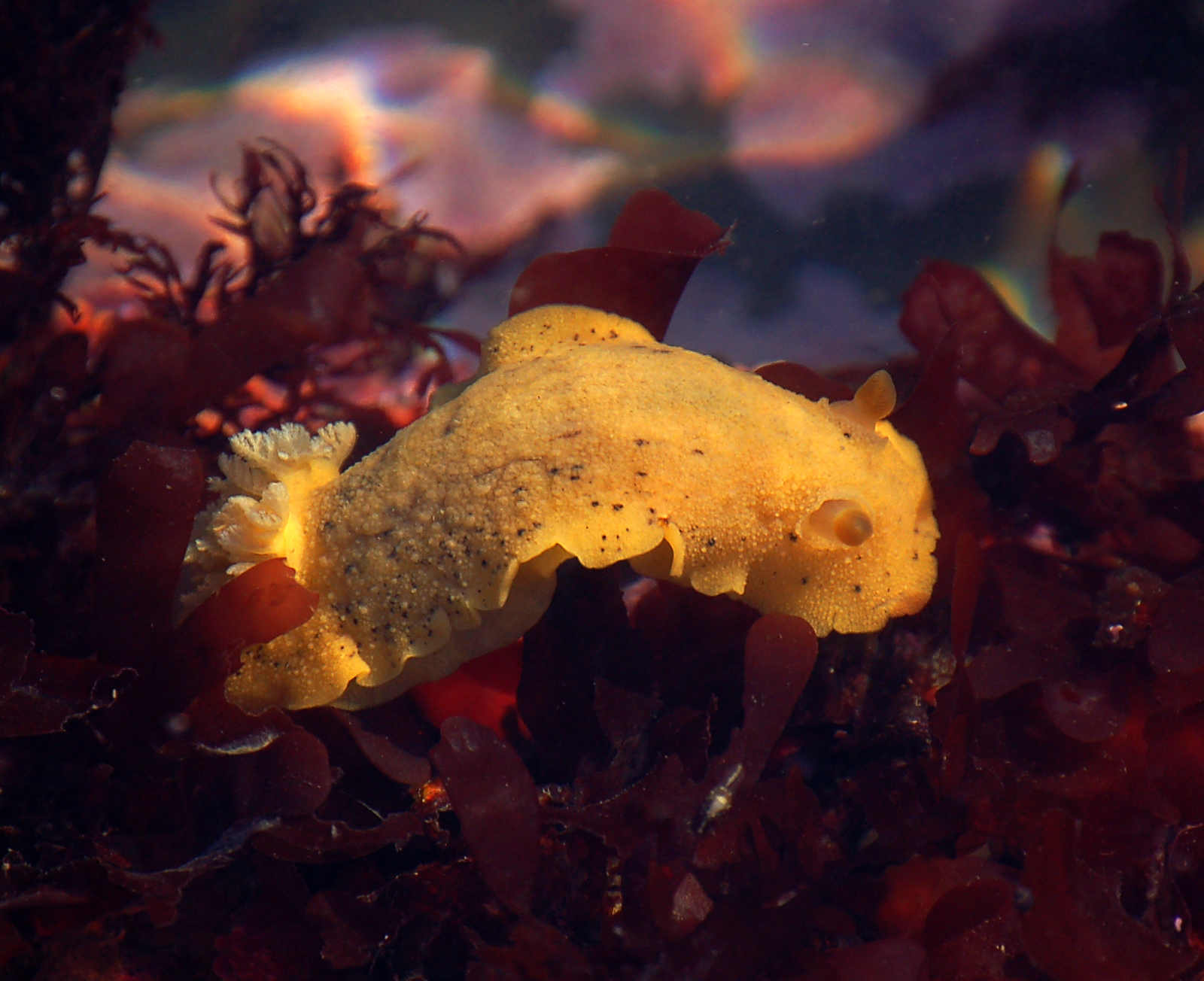
Un spécimen foncé sur des algues rouges.

Elle se nourrit d'éponges.